# Деніел Томпкінс
Деніел Д. Томпкінс (англ. Daniel D. Tompkins; 21 червня 1774 — 11 червня 1825) — американський політик, юрист, конгресмен, 4-й губернатор штату Нью-Йорк (1 липня 1807–24 лютого 1817) і 6-й віцепрезидент США (1817–1825).
Він вивчав право у Колумбійському коледжі, у 1797 році почав юридичну практику у Нью-Йорку. У 1803 Томпкінс був обраний до Конгресу США, але незабаром став заступником судді Верховного суду штату Нью-Йорк, де працював з 1804 по 1807.